# رودري (لاعب كرة قدم مواليد 2000)
رودري (بالإسبانية: Rodrigo Sánchez Rodríguez)‏ هو لاعب كرة قدم إسباني في مركز الوسط، ولد في 16 فبراير 2000 في تالايلا في إسبانيا يلعب في النادي العربي القطري.

## وصلات خارجية
- رودري (لاعب كرة قدم مواليد 2000) على موقع الاتحاد الأوربي (الإنجليزية)
- رودري (لاعب كرة قدم مواليد 2000) على موقع قاعدة بيانات كرة القدم.إي يو (الإنجليزية)
- رودري (لاعب كرة قدم مواليد 2000) على موقع Soccerway.com (الإنجليزية)